# Hangjáték

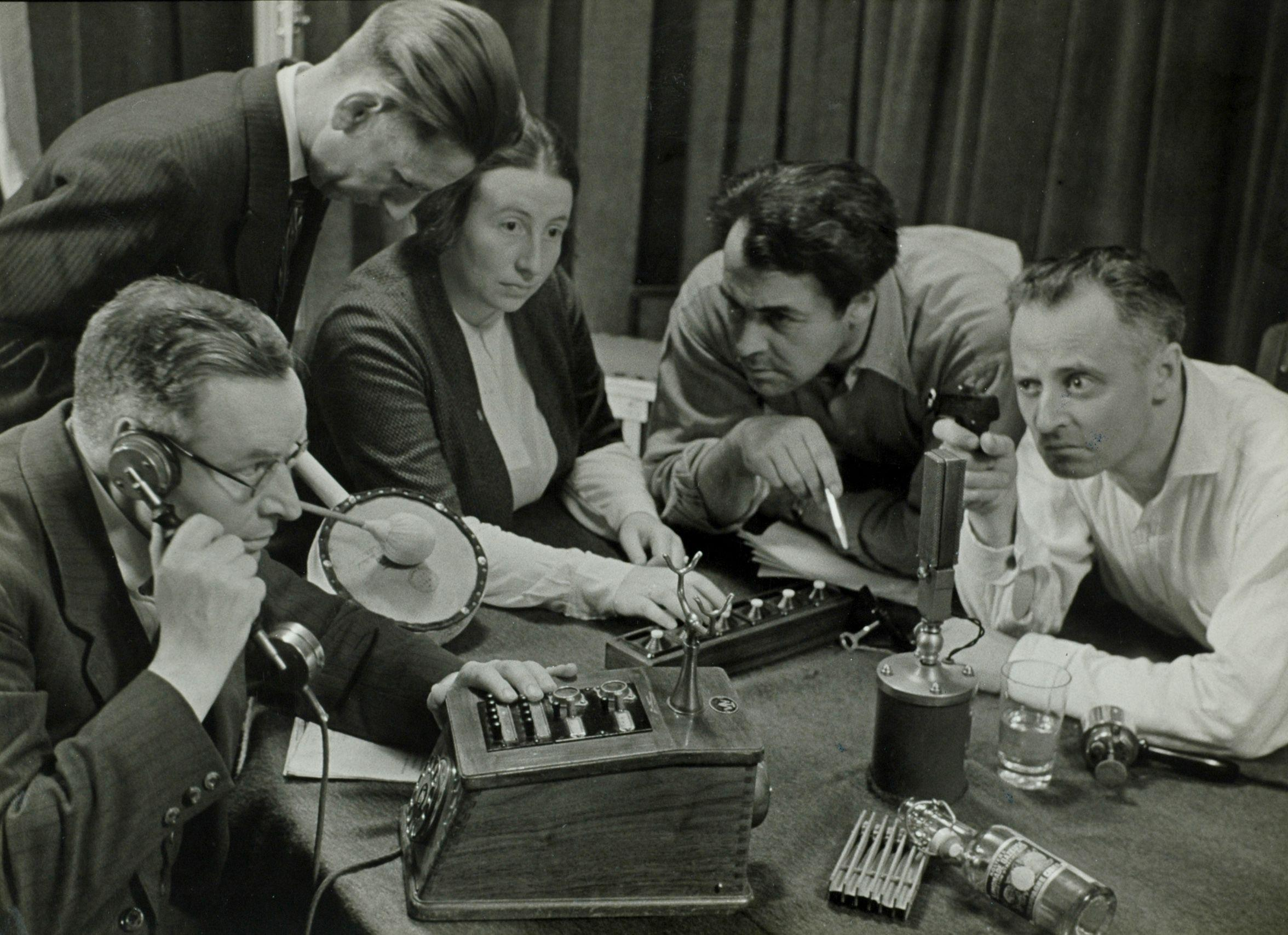
Rádiójáték felvétele Hollandiában (1949)

A hangjáték egy saját dramaturgiát igénylő, hangra értelmezett előadás; elsősorban rádiós műfaj, szinonimái a rádiójáték, rádiódráma, néhol a rádiószínház is. A dialógus és a különböző akusztikus hatáselemek kizárólagos használata jellemzi.
A Humorlexikon meghatározása szerint: „A hangjáték különleges írói felkészültséget és dramaturgiai tudást igénylő műfaj: a látvány hiányát sűrített cselekményvezetéssel, a befogadó képzelőerejét működésbe hozó szöveggel, a színésznek pedig a hangsúlyok és árnyalatok érzékletes alkalmazásával kell pótolni, megoldani.”

## Története
Az első hangjátékot Angliában, a BBC Rádión sugározták 1924. január 15-én: Richard Hughes művét, A Comedy in Danger (Játék a veszéllyel) címmel.  Magyarországon Somogyváry Gyula honosította meg a műfajt 1925–1929 között. Fejlődése során kialakult, fejlődött formanyelve, eszközrendszere, sőt esztétikája is.
Az első rögzített magyar hangjáték Az ember tragédiája volt Németh Antal rendezésében. Magyarországon a Magyar Rádió különféle szerkesztőségei készítettek hangjátékokat 2011-ig. Jelenleg a Thália Színház mellett független produkciós műhelyekben készülnek hangjátékok a Magyar Rádió számára, valamint hangjátékstúdió működik a Magyar Katolikus Rádióban is. Az állami NMHH médiahatóság Cserés Miklós pályázatán keresztül támogatja új hangjátékok elkészültét.
A leghíresebb hangjáték valószínűleg 1938 októberében került adásba. Ez a ma már rádiótörténetinek számító, pánikot kiváltó „ál-dokumentum”, Orson Welles H. G. Wells Világok harca (War of the Worlds) című könyvéből készült hangjátéka, amely a CBS new york-i főadóján hangzott el. A történetben marslakók támadják meg a Földet. A hangjáték mindezt élő adásként állította be.

## Formái
Kilián Zoltán szerint az 1930-as években a különböző országokban különbözőképpen értelmezték elsődlegesen ezt a fogalmat. A régi és mély színházi kultúrával bíró franciák és olaszok inkább a színpadon is jól bevált, lélekrajzzal nem sokat foglalkozó, cselekményes egyfelvonásos színdarabjaikat játszatták mikrofon előtt. Az angolok régi színpadi darabokat és erősen cselekményes regényeket írattak át rádiójátéknak (radio play). Németországban pedig (Hörspiele, Hörfolge, Funkrevue címen) nagyon elütő tartalmú és kidolgozású játékokat, az inkább a hangra (ill. zajra), mint a drámai cselekményre hangsúlyt fektető, akár hang-dadaista, hang-kubista kísérleteket nevezték hangjátéknak. A magyarok ugyanakkor nem önálló műfajt, hanem inkább „hangon át való megértésre és élvezésre különösen alkalmas színdarabot” értettek. A hangjáték lehet dráma vagy regényadaptáció vagy kifejezetten hangjátéknak írt darab. A dramatizálás során sokféle megközelítés lehetséges, elképzelhetőek csak párbeszédre építő darabok, de „rádiószerű” eszközöket különféle mértékben igénybe vevők is, melyek intenzívebben használják a csak rádión közvetíthető, azaz hangra építő formanyelvi elemeket. Ilyen elemek például a vágások használata, azonos szereplő párbeszéde saját magával, a reális vagy szimbolikus effektek („hangkulisszák”), ill. mikrofonplánok kreatív alkalmazása.

## Típusai
A hangjátékok között megkülönböztetnek 50-60 perces nagyhangjátékokat, kishangjátékokat és dokumentumjátékokat.
A rádiójátékok típusa továbbá a feature vagy rádiós dokumentumjáték (vagy dokumentumdráma), melynek cselekménye valós tényeken alapul, hazai meghatározása „mikrofonnal írt hangjáték”.

## Díjak
A hangjátékok nemzetközi díja korábban a Prix Italia volt, ma a Prix Europa.

## További irodalom
- Cserés Miklós dr.: Láthatatlan szinház. A rádiójáték dramaturgiája. Bp. 1948
- Cserés Miklós dr.: Rádióesztétika. Tanulmányok a rádiószinházról. Bp. 1974. Kossuth K. 244 p. /Esztétikai kiskönyvtár
- Kilián Zoltán: A mai rádiódráma Nyugat, 1936/4. sz.
- Ottlik Géza: A rádiójáték műfajproblémái. Napkelet, 1935. aug. 1. , 8. sz. 529-532. p. In: Ottlik (emlékkönyv), Vál. és szerk.: Kelecsényi László. Bp. Pesti Szalon . 1996. 26-33. p.
- Németh Antal: A hangjátékrendezés lehetőségei. Tükör, 1937. V. évf. 3. sz. 208-210. p.